# Euleucinodes conifrons
Euleucinodes conifrons là một loài bướm đêm trong họ Crambidae.